# Mauranipur
Mauranipur è una suddivisione dell'India, classificata come municipal board, di 50.886 abitanti, situata nel distretto di Jhansi, nello stato federato dell'Uttar Pradesh.